# Richard Griffiths
Richard Griffiths OBE (Thornaby-on-Tees, North Yorkshire, Anglaterra, 31 de juliol del 1947 − Coventry, West Midlands, Anglaterra, 28 de març del 2013) fou un actor de teatre, cinema i televisió anglès. Va rebre el Premi Laurence Olivier, el Premi Tony i altres per la seva interpretació teatral a The History Boys.
També va interpretar, entre d'altres, l'oncle de Harry Potter, el rei Jordi II del Regne Unit a Pirates of the Caribbean: On Stranger Tides, o el periodista britànic que apareix a la pel·lícula Gandhi, del director Richard Attenborough, que va obtenir vuit Oscar i molts altres premis el 1982.

## Biografia
Richard Griffiths va néixer a Yorkshire del Nord de pares obrers, tots els dos sords-muts, portant-lo a aprendre el llenguatge dels signes. Travessa una infantesa moguda, amb nombroses temptatives de fugues, i abandonant l'escola als 15 anys. Contractat com a porter, el seu patró l'encoratja a tornar a l'escola, segueix llavors un curs d'art dramàtic al Stockton & Billingham College. Fa també un curs al Manchester School of Theatre.
Després dels seus estudis, troba una plaça a la BBC Radio, simultàniament treballa en petits teatres, com a actor o director. S'instal·la a Manchester per interpretar papers més grans i fa petites aparicions a sèries de televisió. És descobert per Trevor Nunn, director artístic de la Royal Shakespeare Company, que li aconsella anar a Londres. Destaca llavors sobre els escenaris, interpretant al si de la Royal Shakespeare Company peces com Volpone de Ben Jonson, Henry VIII de Shakespeare,
La Casa dels cors trencats de George Bernard Shaw, així com « Art » de Yasmina Reza, traduïda per Christopher Hampton.
El 1977, apareix per la primera vegada al cinema a It Shouldn't Happen to a Vet d'Eric Till. Roda altres films, interpretant petits papers en grans produccions com Superman 2, Carros de foc o Gandhi. Però el seu paper de l'oncle Monty al film Withnail i jo, el 1987, el descobrirà pel gran públic britànic. És també conegut per les seves nombroses aparicions a la televisió. Actua a Hope & Glory, A Kind of Living, però és sobretot conegut pel paper de Henry Crabbe, un inspector decebut, a la sèrie Pie in the Sky de 1994 a 1997.
El 2001, esdevé conegut a l'estranger amb Vernon Dursley, l'oncle de Harry Potter a Harry Potter i la pedra filosofal, paper que continuarà fent a tots els altres films de Harry Potter.
El 2004, actua a la peça The History Boys d'Alan Bennett, cosa que li permetrà realitzar el rar doblet de guanyar el 2006 el premi Tony al millor actor d'una obra (Nova York) i el premi Laurence Olivier (Londres) al millor actor. Encara al teatre, el 2007, retroba Daniel Radcliffe (Harry Potter) a l'obra Equus de Peter Shaffer, fent el paper del psiquiatre.
El 2011, actua en altres grans produccions en els papers del Rei Georges II a Pirates dels Carib: La Font de la joventud i de Senyor Frick a Hugo Cabret.
De maig a juliol de 2012, actua a la peça The Sunshine Boys de Neil Simon al costat de Danny DeVito.
És també conegut pels seus crits contra la molèstia ocasionada pels mòbils durant les representacions, no dubtant en aturar-se en mig d'una obra per cridar un espectador. El 2004, fins i tot fa sortir de la sala un espectador el portàtil del qual havia sonat diverses vegades.

## Vida personal
Coneix la seva dona, Heather Gibson, el 1973, mentre actuen tots dos a l'obra El Ventall de Lady Windermere d'Oscar Wilde. Es casen el 1980 i no tenen fills.
El 2008, és fet oficial de l'ordre de l'Imperi britànic (OBE) per la seva carrera d'actor, amb ocasió del nou any.
Mor el 28 de març de 2013 amb 65 anys, per complicacions després d'una cirurgia cardíaca.

## Filmografia
Les seves pel·lícules més destacades són:

### Cinema
| Any  | Títol                                                                        | Paper                                | Notes                                        |
| ---- | ---------------------------------------------------------------------------- | ------------------------------------ | -------------------------------------------- |
| 1976 | It Shouldn't Happen to a Vet                                                 | Sam                                  |                                              |
| 1980 | Breaking Glass                                                               | Enginyer d'estudi                    |                                              |
| 1980 | Superman II                                                                  | Terrorist No. 3                      |                                              |
| 1981 | Carros de foc (Chariots of Fire)                                             | Head Porter at Caius College         |                                              |
| 1981 | La dona del tinent francès (The French Lieutenant's Woman)                   | Sir Tom                              |                                              |
| 1981 | Ragtime                                                                      | Assistent de Delmas                  |                                              |
| 1982 | Britannia Hospital                                                           | Cheerful Bernie                      |                                              |
| 1982 | Gandhi                                                                       | Collins                              |                                              |
| 1983 | Gorky Park                                                                   | Anton                                |                                              |
| 1984 | Greystoke: The Legend of Tarzan, Lord of the Apes                            | Capità Billings                      |                                              |
| 1984 | Funció privada (A Private Function)                                          | Henry Allardyce the Accountant       |                                              |
| 1986 | Shanghai Surprise                                                            | Willie Tuttle                        |                                              |
| 1987 | Withnail i jo (Withnail and I)                                               | Oncle Monty                          |                                              |
| 1991 | King Ralph                                                                   | Duncan Phipps                        |                                              |
| 1991 | Agafa-ho com puguis 2 1/2 (The Naked Gun 2½: The Smell of Fear)              | Dr. Albert S. Meinheimer/Earl Hacker |                                              |
| 1992 | Blame It on the Bellboy                                                      | Maurice Horton                       |                                              |
| 1994 | Tess i el seu guardaespatlles (Guarding Tess)                                | Frederick                            |                                              |
| 1995 | Funny Bones                                                                  | Jim Minty                            |                                              |
| 1997 | The Warrens                                                                  |                                      |                                              |
| 1999 | Sleepy Hollow                                                                | Magistrat Philipse                   |                                              |
| 1999 | Casper & Spooky                                                              |                                      |                                              |
| 2000 | Vatel                                                                        | Dr. Bourdelot                        |                                              |
| 2001 | Harry Potter i la pedra filosofal (Harry Potter and the Philosopher's Stone) | Vernon Dursley                       |                                              |
| 2002 | Harry Potter i la cambra secreta (Harry Potter and the Chamber of Secrets)   | Vernon Dursley                       |                                              |
| 2004 | Bellesa prohibida (Stage Beauty)                                             | Sir Charles Sedley                   |                                              |
| 2004 | Harry Potter i el pres d'Azkaban (Harry Potter and the Prisoner of Azkaban)  | Vernon Dursley                       |                                              |
| 2005 | The Hitchhiker's Guide to the Galaxy                                         | Jeltz                                | Veu                                          |
| 2005 | Opa!                                                                         | Tierrney                             |                                              |
| 2006 | Venus                                                                        | Donald                               |                                              |
| 2006 | The History Boys                                                             | Hector                               | Nominació − BAFTA al millor actor            |
| 2007 | Harry Potter i l'Orde del Fènix (Harry Potter and the Order of the Phoenix)  | Vernon Dursley                       |                                              |
| 2008 | Bedtime Stories                                                              | Barry Nottingham                     |                                              |
| 2010 | Jackboots on Whitehall                                                       | Hermann Göring                       | Veu                                          |
| 2010 | Harry Potter and the Deathly Hallows - Part 1                                | Vernon Dursley                       |                                              |
| 2011 | Pirates of the Caribbean: On Stranger Tides                                  | Jordi II                             |                                              |
| 2011 | Hugo                                                                         | Monsieur Frick                       |                                              |
| 2012 | Private Peaceful                                                             | el coronel                           |                                              |
| 2012 | Enric V (Henry V)                                                            |                                      |                                              |
| 2013 | About Time                                                                   | Sir Tom                              | Pel·lícula estrenada després de la seva mort |